# Terramar
A Terramar é uma editora portuguesa.